# هيو الأول دوق بورغندي
هيو الأول (1057 - 29 أغسطس 1093) كان دوق بورغندي بين عامي 1076 حتى 1079، كان حفيد الدوق روبير الأول، ورث بورغندي عنه بسبب وفاة والده هنري قبل جده، ولكنه تنازل عنها بعد ذلك شقيقها الثاني أودو الأول، قاتل لفترة وجيزة المورس في شبه الجزيرة الإيبيرية بجانب سانشو راميريث، دخل هيو دير كلوني البندكتية.